# Sepins
Sepins is een plaats (freguesia) in de Portugese gemeente Cantanhede en telt 1 200 inwoners (2001).